# Peter Ward (lekkoatleta)
Peter Hans Dudley Ward (ur. 7 lutego 1913 w Berlinie, zm. 13 stycznia 2009 w Cley next the Sea) –  brytyjski lekkoatleta specjalizujący się w biegach długodystansowych.
Urodził się w Berlinie jako syn Anglika i Niemki. Studiował ekonomię w St John’s College na University of Cambridge.
Zwyciężył w biegu na 5000 metrów na Akademickich Mistrzostwach Świata w 1935 w Budapeszcie.
Zajął 11. miejsce w finale tej konkurencji na igrzyskach olimpijskich w 1936 w Berlinie. Na tych zawodach był jedynym członkiem reprezentacji brytyjskiej mówiącym biegle po niemiecku, co sprawiło, że był nieformalnym tłumaczem w rozmowach z Adolfem Hitlerem.
Ward ponownie zwyciężył w biegu na 5000 metrów na Akademickich Mistrzostwach Świata w 1937 w Paryżu.
Zdobył srebrny medal w biegu na 3 mile (przegrywając jedynie z Cecilem Matthewsem z Nowej Zelandii, a wyprzedzając Scotty’ego Rankine’a z Kanady) na igrzyskach Imperium Brytyjskiego w 1938 w Sydney. Na tych igrzyskach nie ukończył biegu na 6 mil, a w biegu na milę nie wystartował.
Był mistrzem Wielkiej Brytanii (AAA) w biegu na 3 mile w 1938 i 1937 oraz wicemistrzem na tym dystansie w 1938 i 1939. 
Trzykrotnie poprawiał rekord Wielkiej Brytanii w biegu na 5000 metrów do wyniku 14:31,6, osiągniętego 4 września 1937 w Helsinkach.
Podczas II wojny światowej służył w Royal Artillery w stopniu majora. Po wojnie miał warsztat wytwarzający zabawki z drewna, a następnie założył ze wspólnikiem firmę Grant Instruments, produkującą urządzenia kąpielowe regulowane termostatycznie, zaś po jej sprzedaży Grant Instrument Developments wytwarzającą sprzęt elektroniczny.